# 火车站街道 (奎屯市)
火车站街道，是中华人民共和国新疆维吾尔自治区伊犁哈萨克自治州奎屯市下辖的一个乡镇级行政单位。

## 行政区划
火车站街道下辖以下地区：
居安园社区、康泰园社区和劲松园社区。